# Роман, Милош
Милош Роман (словац. Miloš Roman; род. 6 ноября 1999, Кисуцке Нове Место, Жилинский край) — словацкий хоккеист, нападающий чешского клуба «Оцеларжи» (с 2020 года). Игрок сборной Словакии по хоккею с шайбой. Бронзовый призёр Олимпийских игр 2022 года.

## Клубная карьера
Милош Роман начал свою карьеру в Чехии в ХК «Оцеларжи Тршинец». В составе различных юношеских команд клуба становился чемпионом Чехии. В сезоне 2016/2017 годов дебютировал в профессиональном дивизионе Экстралиги, но в основном играл во втором чешском дивизионе с ХК «Фридек-Мистек». 
В начале сезона 2017/18 годов Милош присоединился к «Ванкувер Джайентс» из Канадской Западной хоккейной лиги. В «Джайентс» отыграл в общей сложности три сезона. В 2018 году был выбран «Калгари Флэймз» в четвертом раунде драфта НХЛ, под 122 номером.
В 2020 году вернулся в Чехию. Вместе с «Оцеларжи» становился чемпионом Чехии в 2021, 2022, 2023 и 2024 годах.

## Карьера в сборной
С 2015 по 2019 годы регулярно приглашался в различные молодёжные и юношеские сборные Словакии. Участвовал в чемпионатах мира среди молодёжных команд 2017, 2018 и 2019 годах.
В 2021 помог Словакии завоевать путёвку на хоккейный олимпийский турнир в Пекин. В 2022 году был приглашён в состав олимпийской сборной Словакии для участия в играх в Пекине, где сборная Словакии завоевала бронзовые медали, а Роман был одним из триумфаторов того турнира, сыграв семь матчей и сделав одну результативную передачу.
Роман был приглашён в сборную Словакии для участия в чемпионате мира 2022 года, где команда стала восьмой.
В 2025 году вновь приглашён в состав первой национальной сборной Словакии для участия в чемпионате мира, который состоялся в Швеции и Дании.